# Sebastian Koto Khoarai

Kardinalswappen von Sebastian Koto Khoarai

Sebastian Koto Kardinal Khoarai OMI (* 11. September 1929 in Koaling, Kronkolonie Basutoland; † 17. April 2021 in Mazenod, Lesotho) war ein lesothischer Ordensgeistlicher, römisch-katholischer Bischof von Mohale’s Hoek und Präsident der Bischofskonferenz von Lesotho.

## Leben
Sebastian Koto Khoarai wurde am 11. September 1929 in Koaling im Bistum Leribe in der damals britischen Kronkolonie Basutoland geboren und 1940 mit 11 Jahren in der Kirche des Heiligen Paulus in Butha-Buthe katholisch getauft.
1950 trat er der Ordensgemeinschaft der Oblaten der Unbefleckten Jungfrau Maria bei und empfing nach seiner theologischen Ausbildung am Priesterseminar St. Augustinus in Roma am 21. Dezember 1956 die Priesterweihe. Zwei Tage nach seiner Priesterweihe taufte er seinen eigenen Vater. Anfangs war er Studienpräfekt am Knabenseminar in Maseru, danach Rektor des Seminars von Leribe und Seelsorger der Mount Royal Mission im Bistum Leribe sowie in Mazenod. Später war er in den Zeiten der Unabhängigkeit und Staatsgründung von Lesotho Provinzial seines Ordens in Basutoland. 1971 ernannte ihn der Erzbischof von Maseru zu seinem Generalvikar und Dompfarrer der Kathedrale. 1975 wurde er der erste nationale Direktor der Päpstlichen Missionswerke in Lesotho und Assistent der Kommission für das Laienapostolat.
Papst Paul VI. ernannte ihn 1977 zum ersten Bischof des neugegründeten Bistums Mohale’s Hoek. Die Bischofsweihe spendete ihm der Erzbischof von Maseru, Alfonso Liguori Morapeli OMI, am 2. April 1978 in der St. Patrick Kathedrale; Mitkonsekratoren waren Joseph Patrick Fitzgerald, Erzbischof von Johannesburg, und Paul Khoarai, Bischof von Leribe. Sein bischöfliches Motto war In Matrem Semper Habebunt.
Khoarai war von 1982 bis 1987 Präsident der Bischofskonferenz von Lesotho (Lesotho Catholic Bishops’ Conference, kurz LCBC).
Papst Franziskus nahm am 11. Februar 2014 seinen altersbedingten Rücktritt an.
Im Konsistorium vom 19. November 2016 nahm ihn Papst Franziskus als Kardinalpriester mit der Titelkirche San Leonardo da Porto Maurizio ad Acilia in das Kardinalskollegium auf. Damit war der 87-Jährige der erste Kardinal aus Lesotho. Von seiner Titelkirche ergriff er niemals offiziell Besitz.
Sebastian Koto Khoarai starb im April 2021.